# Avenida del Mediterráneo (Almería)

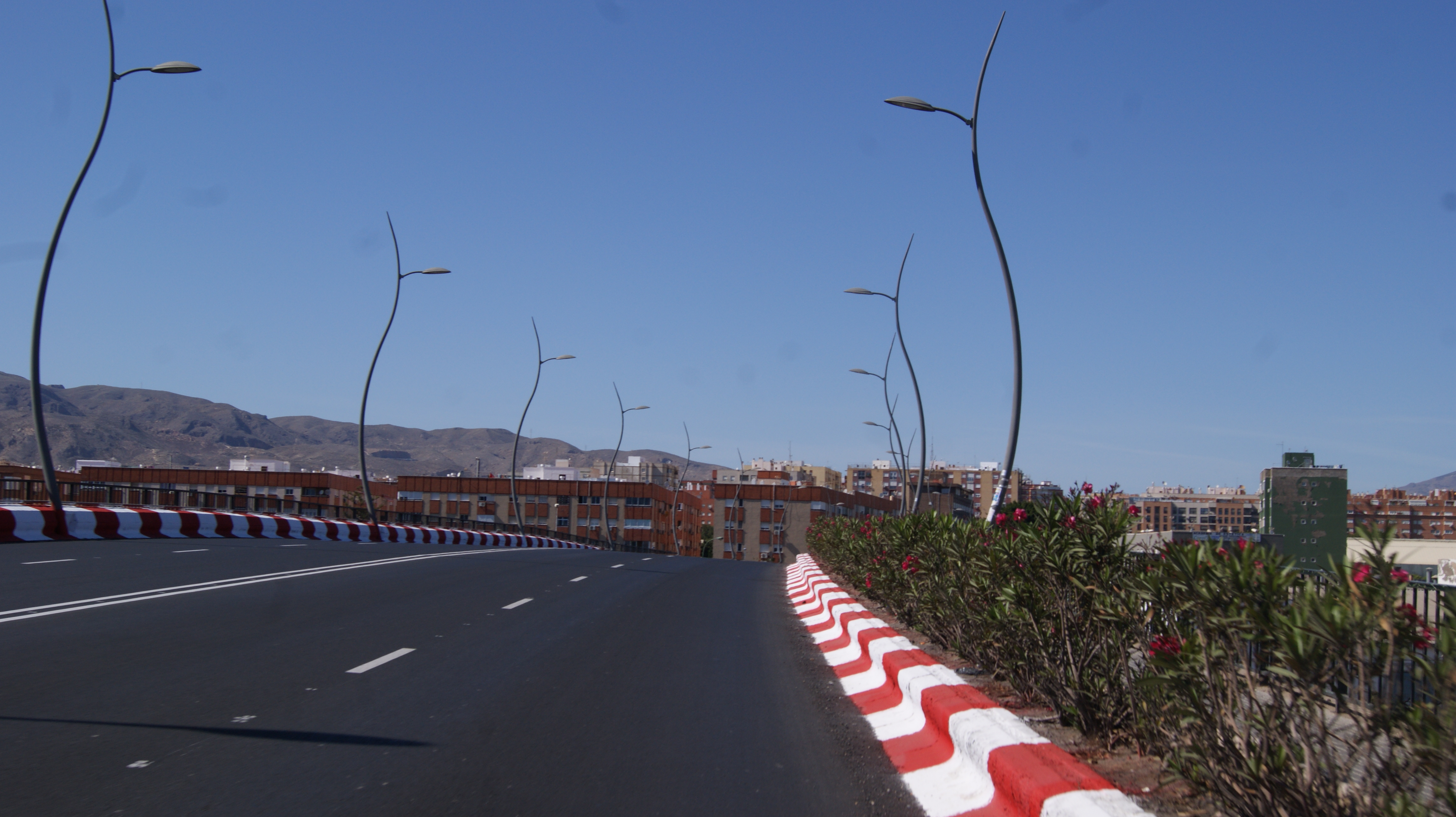
Puente en la avenida, en sentido Norte

La Avenida del Mediterráneo es la vía de circulación más importante de la ciudad de Almería, transcurre por 7 barrios: Zapillo, 500 Viviendas, Tagarete, Nueva Andalucía, Regiones, San Luis, Torrecárdenas. Consta de más de 4 Kilómetros de carretera cuádruple, (2 vías en sentido Sur y otras dos en sentido Norte), además posee otras 2 calzadas a ambos extremos.
Es la avenida más importante de capital almeriense, por ella circulan miles de vehículos diariamente además de ostentar 6 líneas de autobús. En la misma se sitúa la comisaría de la Policía Nacional, dos centros de salud y un complejo deportivo. 

## Transporte
Actualmente la Avenida del Mediterráneo cuenta con 6 líneas de autobús, a continuación se detallan:
| Línea | Trayecto                             | Frecuencia en días laborables | Frecuencia en sábados | Frecuencia en domingos y festivos |
| ----- | ------------------------------------ | ----------------------------- | --------------------- | --------------------------------- |
|       | Centro-Torrecárdenas                 | 15 minutos                    | 25 minutos            | 30 minutos                        |
|       | Torrecárdenas-Nueva Almería          | 60 minutos                    | 60 minutos            | 60 minutos                        |
|       | Rambla-Centro Comercial-Villa Blanca | 12 minutos                    | 15 minutos            | 40 minutos                        |
|       | Pescadería-Centro-Los Molinos/Puche  | 20 minutos                    | 35 minutos            | 35 minutos                        |
|       | Zapillo-Universidad-Nueva Almería    | 20 minutos                    | 30 minutos            | 30 minutos                        |
|       | Nueva Andalucía-Universidad-Zapillo  | 20 minutos                    | 30 minutos            | 30 minutos                        |

## Comercios y edificios importantes
Algunos de los comercios más importantes de la zona son estos:
- Centro Comercial Mediterráneo.
- Carrefour Planet.
- Cuatro Hoteles como: Tryp Indalo (actualmente cerrado), Elba, Husa Gran Fama y Hotel Avenida.

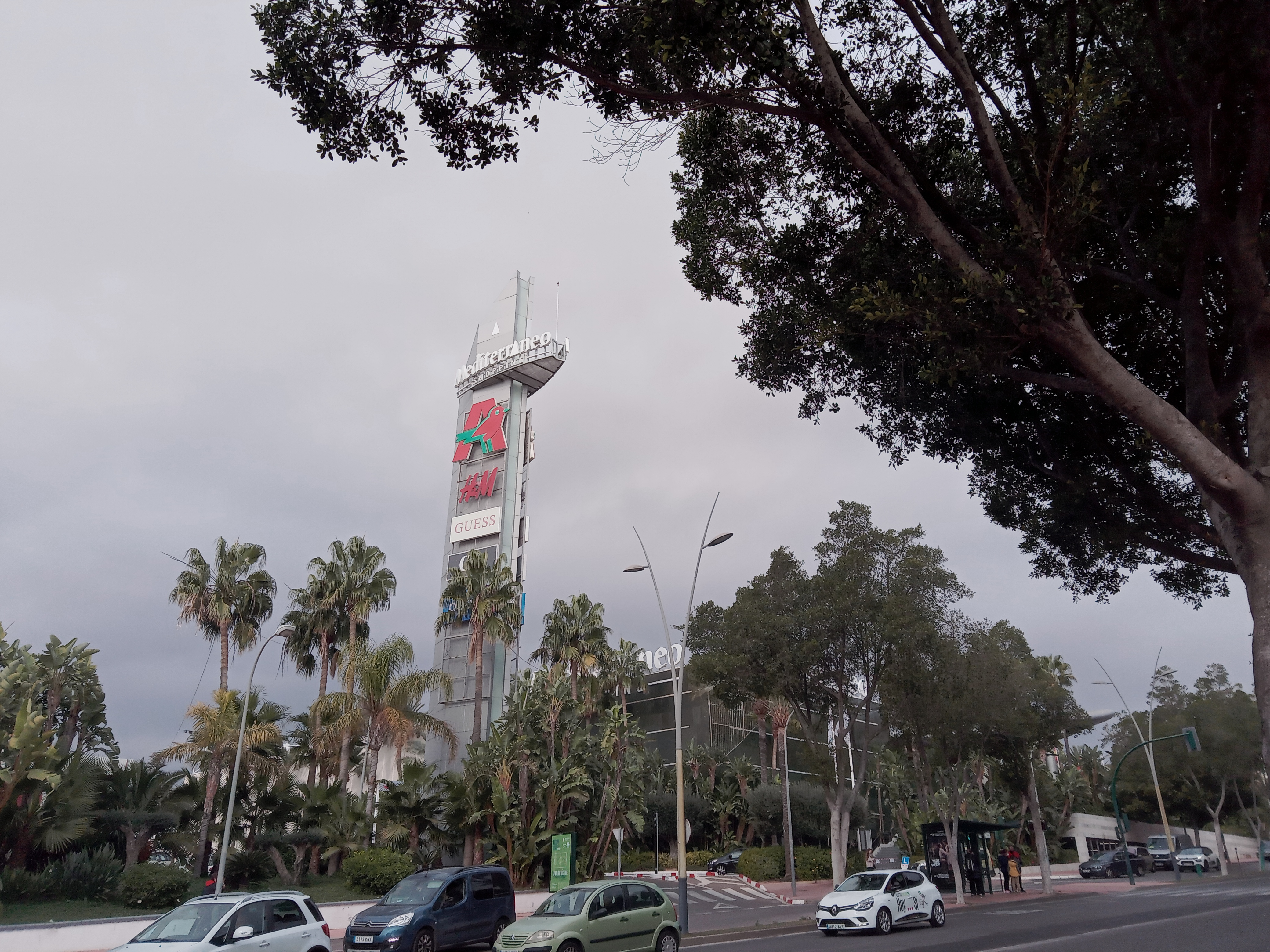
CC Comercial Mediterráneo desde la Avenida

- Auditorio Maestro Padilla.
- Decenas de Bares y restaurantes.

## Pasado
En el año 1975, tras la muerte del Almirante Luis Carrero Blanco el régimen franquista decide nombrar como Avenida Almirante Carrero Blanco a la actual Avenida del Mediterráneo, en honor a este militar y político español.

## Futuro
En estos momentos se está realizando un proyecto para la creación de una red de tranvías en Almería, la cual constaría de cinco líneas: tres urbanas y dos interurbanas. La línea principal recorrería la ciudad de norte a sur y conectaría el barrio de Torrecárdenas con el Puerto a través de la Avenida del Mediterráneo.

## Enlaces
- Wikimedia Commons alberga una categoría multimedia sobre Avenida del Mediterráneo.

- Datos: Q5714284
- Multimedia: Avenida del Mediterráneo, Almería / Q5714284